# Hydrovatus difformis
Hydrovatus difformis är en skalbaggsart som beskrevs av Régimbart 1895. Hydrovatus difformis ingår i släktet Hydrovatus och familjen dykare. Inga underarter finns listade i Catalogue of Life.